# Gianni Bonagura

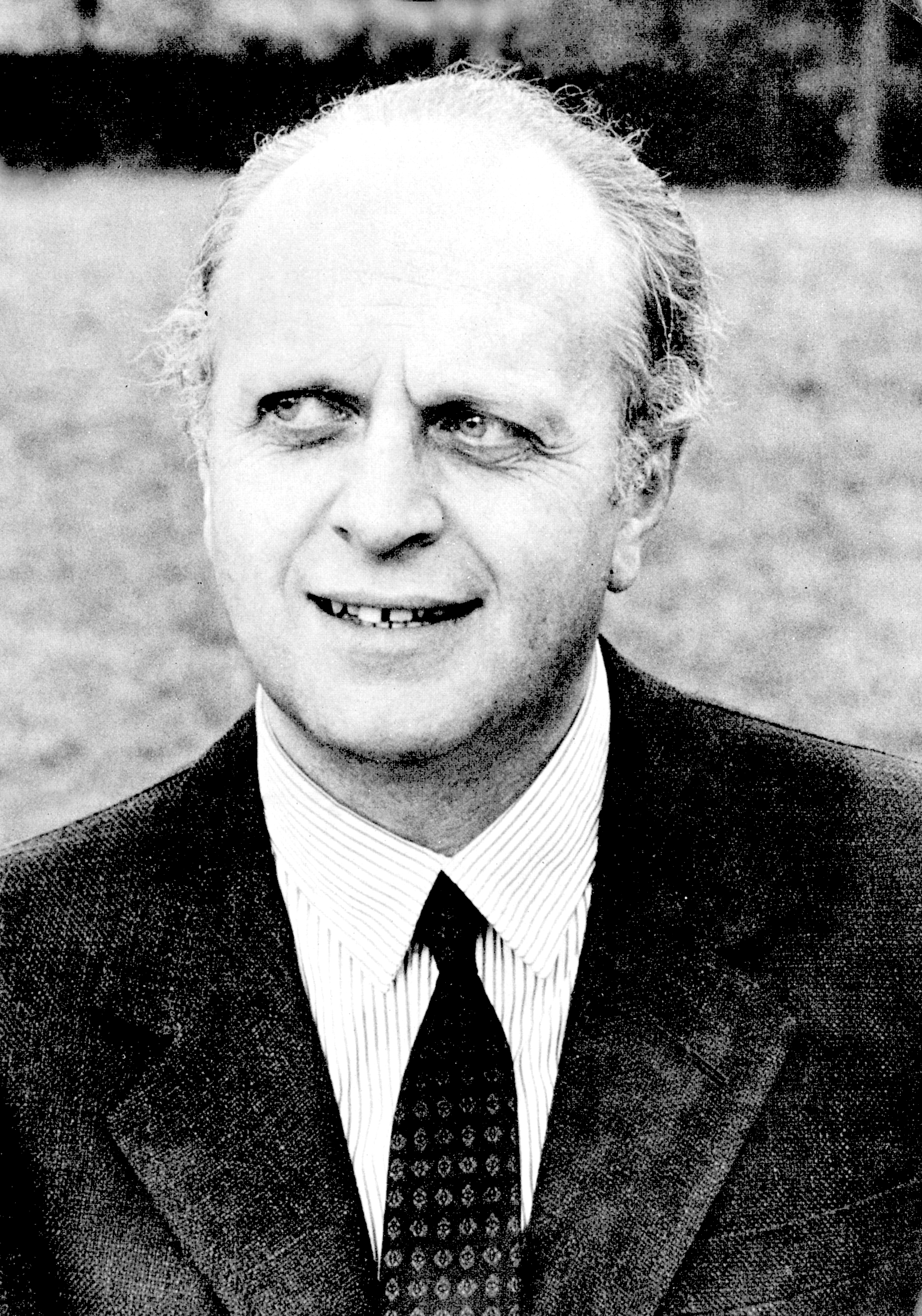
Gianni Bonagura im Jahr 1961

Gianni Bonagura (eigentlich Gianfelice Bonagura; * 27. Oktober 1925 in Mailand; † 8. Oktober 2017 ebenda) war ein italienischer Schauspieler und Synchronsprecher.

## Leben
Bonagura machte einen Abschluss in Philosophie, unterbrach aber erste Studiengänge, um sich an der Accademia d’Arte Drammatica in Rom einzuschreiben. Nach einem Studienjahr in der Theatersaison 1946/1947 spielte er in Klassikern wie Shakespeares Ein Sommernachtstraum und Der Sturm, Ibsens Peer Gynt und Pirandellos Questa sera si recita a soggetto. Mit sarkastischem Geist und ironischer Beobachtungsgabe spielte Bonagura oftmals komödiantisch angelegte Rollen wie in Irma La Douce, das er im Ensemble von Vittorio Gassman in Angriff nahm, oder anderen Stücken britischer Autoren. Seine Theaterarbeit überwog zeit seiner Karriere, obwohl er auch Ausflüge zu Radioinszenierungen unternahm, wo er neben Nino Manfredi und Paolo Ferrari sprach.
Im Kino und für das Fernsehen war Bonagura immer wieder, aber vergleichbar zurückhaltend, tätig. Auf dem kleinen Schirm war er in Verfilmungen unter Anton Giulio Majano, Leonardo Cortese sowie in einigen Komödien zu sehen; am bekanntesten dürften aber seine Auftritte als „Dr. Watson“ in der italienischen Fernsehserie um Sherlock Holmes 1968 sein. Beim Film stehen in beinahe 50 Jahren Aktivität rund 30 Auftritte zu Buche; zu Beginn neben Manfredi und Ferrari standen einige Komödien, später war Bonagura dann auch in Genrefilmen zu erleben.
Bedeutender war Bonaguras Engagement im Bereich der Synchronisation, wo er nicht nur auf ein breitgefächertes Pensum zurückblicken konnte, sondern zeitweise auch eine eigene Firma leitete.

## Filmografie (Auswahl)
- 1950: Contro la legge
- 1960: Blumen für die Angeklagte (A porte chiuse)
- 1967: Die längsten Finger hat Madame (La notte è fatta per… rubare)
- 1968: Schußfahrt nach San Remo (Les Cracks)
- 1968: Sherlock Holmes (Fernsehserie, 6 Folgen)
- 1973: Ein Glücksschwein muß kein Ferkel sein (La schiava io ce l'ho e tu no)
- 1973: Der unerbittliche Vollstrecker (La polizia sta a guardare)
- 2000: Padre Pio
- 2001: Due e mezzo compreso il viaggio (Kurzfilm)